# Yves V
Yves Van Geertsom, plus connu sous le nom Yves V est un disc-jockey et producteur belge né le 10 avril 1981 à Anvers.
Il collabore avec le duo Dimitri Vegas & Like Mike, et signe sur leur label Smash The House à de nombreuses reprises, étant comme le duo sous contrat avec l'organisation de Tomorrowland. Cloudbreaker, son titre le plus connu, atteint la 22e place des charts français en 2012 et se classe dans de nombreux classements internationaux.
Certains de ses morceaux sont produits par le label néerlandais Spinnin' Records comme les titres That Big, Chained ou encore Direct Dizko.

## Discographie

### Singles
| Titre                                                           | Année | Meilleure position | Meilleure position | Meilleure position | Meilleure position |
| Titre                                                           | Année | BEL (Vl)           | BEL (Wal)          | FRA                | P-B                |
| --------------------------------------------------------------- | ----- | ------------------ | ------------------ | ------------------ | ------------------ |
| The Skillz (featuring MC Shurakano)                             | 2009  | —                  | —                  | —                  | —                  |
| Insane Pressure                                                 | 2009  | —                  | —                  | —                  | —                  |
| Start Again / Phase 1 (vs. Fred Baker)                          | 2011  | —                  | —                  | —                  | —                  |
| Startdust / Eclipse                                             | 2011  | —                  | —                  | —                  | —                  |
| Forever (avec Gidital Lab & Pedro Henriques)                    | 2011  | —                  | —                  | —                  | —                  |
| Madagascar (avec Dimitri Vegas & Like Mike & Angger Dimas)      | 2011  | —                  | —                  | —                  | —                  |
| Shaykid (vs. Lazy Jay)                                          | 2011  | —                  | —                  | —                  | —                  |
| Cloudbreaker (avec Basto)                                       | 2011  | 22                 | 27                 | 22                 | 29                 |
| Mandala                                                         | 2012  | —                  | —                  | —                  | —                  |
| Enter My World                                                  | 2012  | —                  | —                  | —                  | —                  |
| Arkadia                                                         | 2012  | —                  | —                  | —                  | —                  |
| Bronx (avec Bassjackers)                                        | 2012  | —                  | —                  | —                  | —                  |
| Loops & Things (avec Dimitri Vegas & Like Mike)                 | 2012  | —                  | —                  | —                  | —                  |
| Wow (avec Felguk)                                               | 2012  | —                  | —                  | —                  | —                  |
| Chained (vs. Dani L Mebius)                                     | 2012  | —                  | —                  | —                  | —                  |
| Amok (avec Loopers & Jacob Van Hage)                            | 2012  | —                  | —                  | —                  | —                  |
| Sonica                                                          | 2013  | —                  | —                  | —                  | —                  |
| Sonica (Running On a Highway) (featuring Paul Aiden)            | 2013  | —                  | —                  | —                  | —                  |
| That Big (avec Blasterjaxx)                                     | 2013  | —                  | —                  | —                  | —                  |
| Chrono (avec Mell Tierra)                                       | 2013  | —                  | —                  | —                  | —                  |
| Umami                                                           | 2013  | —                  | —                  | —                  | —                  |
| Direct Dizko (avec Sander van Doorn)                            | 2013  | —                  | —                  | —                  | —                  |
| Manga                                                           | 2014  | —                  | —                  | —                  | —                  |
| Crackle (avec D-Wayne)                                          | 2014  | —                  | —                  | —                  | —                  |
| Amiga (avec Freddy See)                                         | 2014  | —                  | —                  | —                  | —                  |
| Karma (avec Freddy See)                                         | 2014  | —                  | —                  | —                  | —                  |
| Oldschool Sound (featuring Chuckie)                             | 2014  | —                  | —                  | —                  | —                  |
| Crash (avec Rudebo1)                                            | 2014  | —                  | —                  | —                  | —                  |
| Wait Till Tomorrow (avec Regi featuring Mitch Crown)            | 2014  | 2                  | —                  | —                  | —                  |
| King Cobra (vs. Don Diablo)                                     | 2014  | —                  | —                  | —                  | —                  |
| Magic (avec Sidney Samson)                                      | 2015  | —                  | —                  | —                  | —                  |
| The Right Time (featuring Mike James)                           | 2015  | 21                 | —                  | —                  | —                  |
| Step Into a World (avec Mystique)                               | 2015  | —                  | —                  | —                  | —                  |
| Memories Will Fade (avec Promise Land featuring Mitch Thompson) | 2015  | —                  | —                  | —                  | —                  |
| Octagon                                                         | 2015  | —                  | —                  | —                  | —                  |
| Indigo (vs. Skytech & Fafaq)                                    | 2015  | —                  | —                  | —                  | —                  |
| Unbroken (avec Quintino featuring Gia Koka)                     | —     | —                  | —                  | —                  |                    |
| Out Of Gravity (avec Swanky Tunes)                              | 2016  | —                  | —                  | —                  | —                  |
| Fever (vs. Skytech & Fafaq)                                     | 2016  | —                  | —                  | —                  | —                  |
| Daylight (vs. Dimitri Vangelis & Wyman)                         | 2016  | —                  | —                  | —                  | —                  |
| Daylight (With You) (vs. Dimitri Vangelis & Wyman)              | 2016  | —                  | —                  | —                  | —                  |
| To the Beat (avec Laidback Luke featuring Hawkboy)              | 2016  | —                  | —                  | —                  | —                  |
| Joker                                                           | 2016  | —                  | —                  | —                  | —                  |
| On Top of the World (avec Sem Thomasson featuring Ruby Prophet) | 2016  | —                  | —                  | —                  | —                  |
| Condor                                                          | 2016  | —                  | —                  | —                  | —                  |
| Find Your Soul                                                  | 2017  | —                  | —                  | —                  | —                  |
| Blow (avec Marc Benjamin)                                       | 2017  | —                  | —                  | —                  | —                  |
| Riders on the Storm (vs. Robert Falcon featuring Troy Denari)   | 2017  | —                  | —                  | —                  | —                  |
| Stay (avec Matthew Hill featuring Betsy Blue)                   | 2017  | —                  | —                  | —                  | —                  |
| Sorry Not Sorry (avec Carta)                                    | 2017  | —                  | —                  | —                  | —                  |
| Here With You (vs. Florian Picasso)                             | 2018  | —                  | —                  | —                  | —                  |
| Beautiful Tonight (avec Sevenn)                                 | 2018  | —                  | —                  | —                  | —                  |
| Magnolia (avec HIDDN)                                           | 2018  | —                  | —                  | —                  | —                  |
| Running Wild (avec Futuristic Polar Bears featuring PollyAnna)  | 2018  | —                  | —                  | —                  | —                  |
| Something Like (avec Zaeden featuring Jermaine Fleur)           | 2018  | —                  | —                  | —                  | —                  |
| Durga (avec Mariana Bo)                                         | 2018  | —                  | —                  | —                  | —                  |
| Innocent (featuring Gavin James)                                | 2018  | —                  | —                  | —                  | —                  |
| Teenage Crime (avec Matthew Hill vs. Adrian Lux)                | 2019  | —                  | —                  | —                  | —                  |
| No Regrets (avec KSHMR & Krewella)                              | 2019  | —                  | —                  | —                  | —                  |
| One Day (avec Sam Feldt featuring Rozes)                        | 2019  | —                  | —                  | —                  | —                  |
| My Friend                                                       | 2019  | —                  | —                  | —                  | —                  |
| We Got That Cool (featuring Afrojack & Icona Pop)               | 2019  | 40                 | —                  | —                  | —                  |
| Money Money (avec Mad M.A.C.)                                   | 2019  | —                  | —                  | —                  | —                  |
| Show Me (avec Robert Falcon vs. Loud About Us!)                 | 2019  | —                  | —                  | —                  | —                  |
| Not So Bad (avec Ilkay Sencan featuring Emie)                   | 2020  | —                  | —                  | —                  | —                  |
| Halfway (avec Bhaskar featuring Twan Ray)                       | 2020  | —                  | —                  | —                  | —                  |
| Home Now (featuring Alida)                                      | 2020  | —                  | —                  | —                  | —                  |
| High Like This (avec FR!ES)                                     | 2020  | —                  | —                  | —                  | —                  |
| Round & Round                                                   | 2020  | —                  | —                  | —                  | —                  |
| Echo                                                            | 2021  | —                  | —                  | —                  | —                  |
| Dernière Danse (avec Axel Cooper & Shanguy)                     | 2021  | —                  | —                  | —                  | —                  |
| Alone Again (avec SESA featuring PollyAnna)                     | 2021  | —                  | —                  | —                  | —                  |
| Reflect (avec Bjorn Verbex)                                     | 2021  | —                  | —                  | —                  | —                  |
| Finally (avec Hugel)                                            | 2021  | —                  | —                  | —                  | —                  |
| Forget You (avec Robert Falcon & Jimmy Clash)                   | 2021  | —                  | —                  | —                  | —                  |
| Are You OK? (avec Dubdogz featuring Ilira)                      | 2021  | —                  | —                  | —                  | —                  |
| Where Do You Thing You Are Going (avec Corsak & Leony)          | 2021  | —                  | —                  | —                  | —                  |
| Faith (avec HIDDN & Almero)                                     | 2021  | —                  | —                  | —                  | —                  |
| Air Balloon (avec Alphacast)                                    | 2021  | —                  | —                  | —                  | —                  |
| Nothing Hurts (avec Minelli)                                    | 2021  | —                  | —                  | —                  | —                  |
| Echo (avec Cat Dealers featuring Coldabank)                     | 2022  | —                  | —                  | —                  | —                  |
| Imagine Me & You (featuring Fast Boy)                           | 2022  | —                  | —                  | —                  | —                  |
| Déjà Vu (avec Inna & Janieck)                                   | 2022  | —                  | —                  | —                  | —                  |
| She Movin' (avec 22Bullets)                                     | 2022  | —                  | —                  | —                  | —                  |
| Round My Head (avec Bhaskar)                                    | 2022  | —                  | —                  | —                  | —                  |
| Don't Hurt Me (What Is Love) (avec Conor Maynard)               | 2022  | —                  | —                  | —                  | —                  |
| Same Man (avec Sevek)                                           | 2022  | —                  | —                  | —                  | —                  |
| After Midnight (avec Lucas & Steve featuring Xoro)              | 2023  | —                  | —                  | —                  | —                  |
| Losing You (avec Ilkay Sencan)                                  | 2023  | —                  | —                  | —                  | —                  |
| Dynamite (avec Paradigm featuring Mougleta)                     | 2023  | —                  | —                  | —                  | —                  |
| Sound of a Beating Heart (avec Sem Thomasson)                   | 2023  | —                  | —                  | —                  | —                  |
| Bring It                                                        | 2023  | —                  | —                  | —                  | —                  |
| Stars Align (avec Header)                                       | 2023  | —                  | —                  | —                  | —                  |
| Time After Time (avec Regi & Marco Nobel)                       | 2023  | —                  | —                  | —                  | —                  |
| Joyride (avec Byor featuring Kyle Reynolds)                     | —     | —                  | —                  | —                  |                    |
| "—" signifie que le single n'est pas classé                     |       |                    |                    |                    |                    |